# Emma Dent Coad
Emma Dent Coad (født Margaret Mary Dent, 2. november 1954) er en britisk politiker, der fungerede som parlamentsmedlem (MP) for Kensington fra 2017 til 2019.